# Nakhon Si Thammarat (stad)
Nakhon Si Thammarat (Thais: นครศรีธรรมราช, ook wel: Nakhon vroeger: Ligor of Tampohn Ling in legendes: Chawaka) is een stad in Zuid-Thailand. Nakhon Si Thammarat is hoofdstad van de provincie Nakhon Si Thammarat en het district Nakhon Si Thammarat. De stad telde in 2000 bij de volkstelling 118.764 inwoners.

## Geboren
- Somchai Wongsawat (1947), rechter, ambtenaar en politicus (premier in 2008)

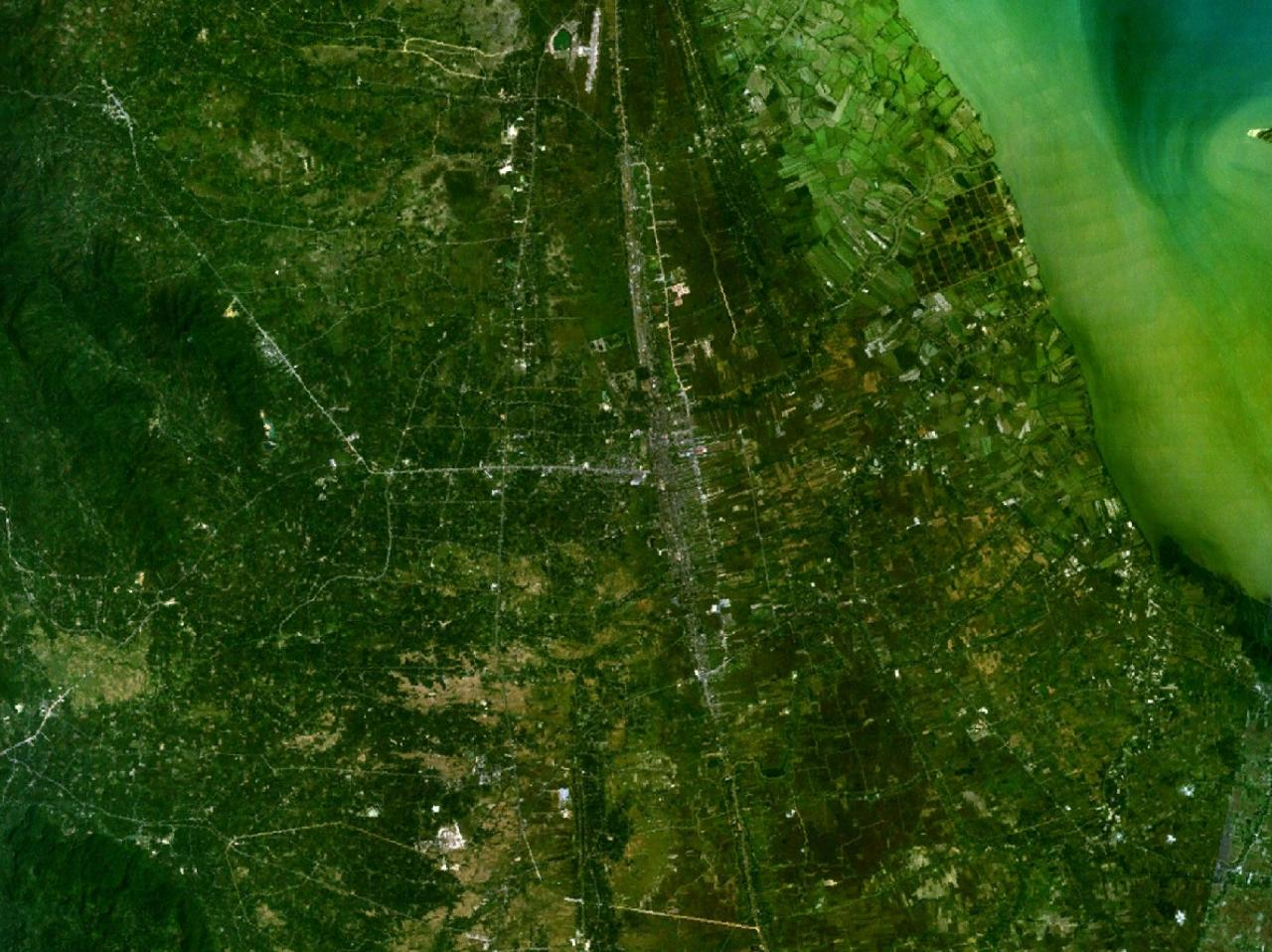
Satellietfoto van Nakhon Si Thammarat en omgeving